# Ingoldmells

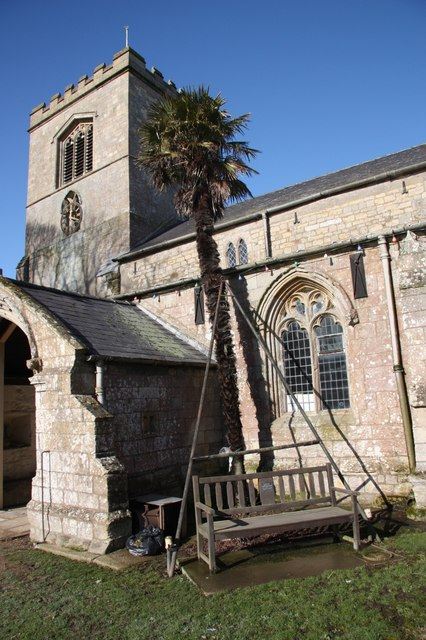
Ingoldmells: la chiesa di San Pietro e Paolo

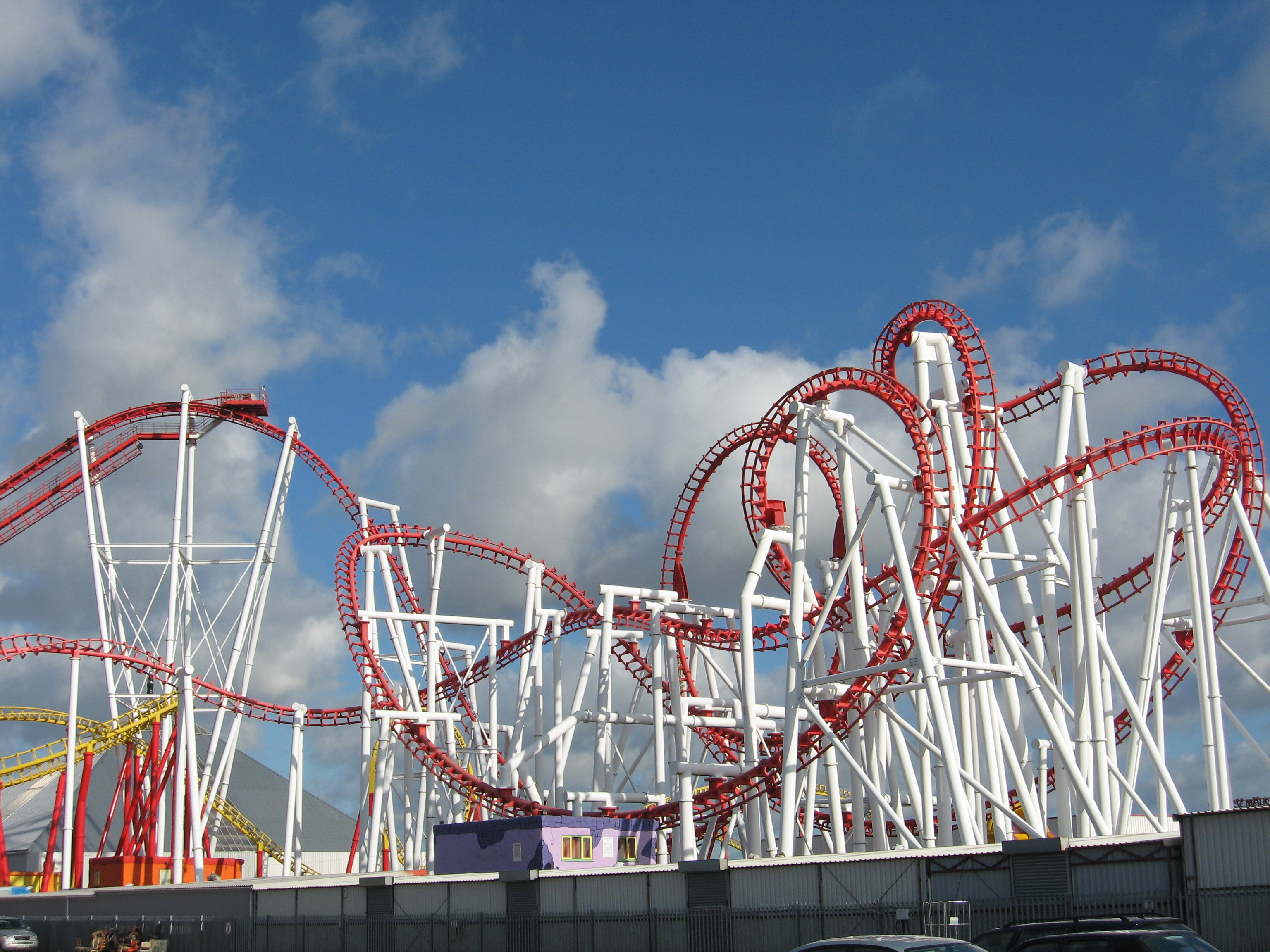
Ingoldmells: il parco di divertimenti di Fantasy Island

Ingoldmells è una località balneare sul Mare del Nord dell'Inghilterra centro-orientale, facente parte della contea del Lincolnshire e del distretto di East Lindsey. La parrocchia civile di Ingoldmells conta una popolazione di circa 2 000 abitanti.

## Geografia fisica
Ingoldmells si trova tra le località costiere di Skegness e Chapel St Leonards (rispettivamente a nord della prima e a sud della seconda), a est/nord-est di Burgh le Marsh.
La parrocchia civile di Ingoldmells occupa un'area di 5136 km².

## Origini del nome
Il toponimo Ingoldmells è di origine antico nordica e significa letteralmente "dune sabbiose di Ingolfr".

## Monumenti e luoghi d'interesse

### Architetture religiose

#### Chiesa di San Pietro e Paolo
Principale edificio religioso di Ingoldmells è la chiesa di San Pietro e Paolo, un edificio eretto agli inizi del XIII secolo e con un campanile occidentale del XIV secolo.

### Architetture civili

#### Fantasy Island
Altro luogo d'interesse di Ingoldmells è Fantasy Island, un parco di divertimenti inaugurato nel 1995.
Nel 2002, in occasione del giubileo d'oro della regina Elisabetta II, venne inaugurato nel parco una nuova attrazione.

## Società

### Evoluzione demografica
Al censimento del 2021, la parrocchia civile di Ingoldmells contava una popolazione pari a 1 930 unità, in maggioranza (986) di sesso femminile.
La popolazione al di sotto dei 18 anni era pari a 231 unità (di cui 121 erano i bambini al di sotto dei 10 anni), mentre la popolazione dai 65 anni in su era pari a 656 unità (di cui 110 erano le persone dagli 80 anni in su). 1 808 abitanti sono nativi del Regno Unito e 90 da Paesi dell'Unione Europea.
La parrocchia civile ha conosciuto un lieve decremento demografico rispetta al 2011, quando la popolazione censita era pari a 2 059 unità. Questo dato era però in aumento rispetto alla precedente rilevazione del 2001, quando la parrocchia civile di Ingoldmells contava 1 896 abitanti.

## Infrastrutture e trasporti
Tra il 1948 e il 1993 era in funzione a Ingolmells un aeroporto, lo Skegness IV.